# 小行星21999
小行星21999（21999 Disora）是一颗绕太阳运转的小行星，为主小行星带小行星。该小行星于1999年12月7日发现。

## 轨道参数
小行星21999的轨道半长轴为2.6599210 UA，离心率为0.159。